# Basilisco (mitologia)

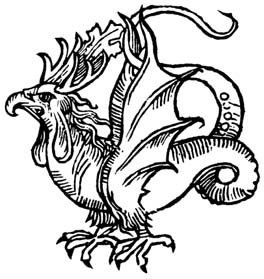
Rappresentazione del basilisco (1510)

Nei bestiari e nelle leggende greche ed europee il basilisco (dal greco antico βασιλίσκος?, basilískos, "piccolo re" e βασιλεύς, basiléus, "re") è una creatura mitologica citata anche come "re dei serpenti", che si narra abbia il potere di uccidere o pietrificare con un solo sguardo diretto negli occhi.

## Storia

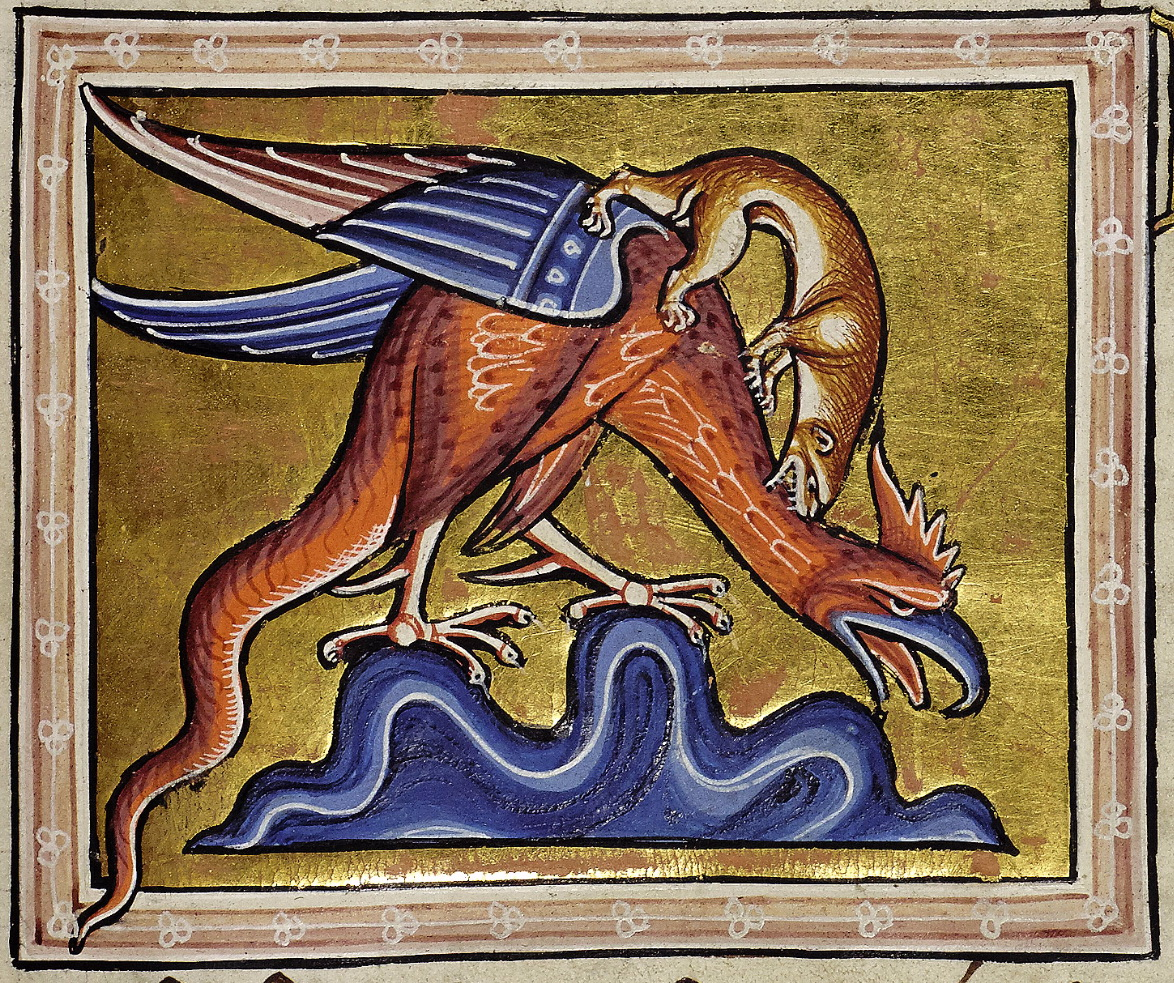
Miniatura di un basilisco attaccato da una donnola (bestiario scozzese del XII secolo).

Secondo Plinio il Vecchio e Solino il basilisco sarebbe un piccolo serpente, lungo circa venti centimetri e nonostante questo sarebbe la creatura più mortale in assoluto. È infatti velenosissimo e in grado di uccidere con il solo sguardo che pietrifica o incenerisce. Qualunque essere vivente entri in contatto con il suo fiato o venga morso muore sul colpo. Il basilisco vivrebbe nel deserto da lui stesso creato, perché ha la capacità di seccare gli arbusti oltre che con il contatto, con il solo sguardo. Un cavaliere che colpì il basilisco fu ucciso insieme al cavallo dal veleno che si infiltrò attraverso la lancia, come racconta anche il poeta Lucano.
Durante l'alto Medioevo a Plinio si rifece Isidoro di Siviglia, che lo definiva come il re dei serpenti, i quali lo temono per il suo soffio velenoso e per il suo sguardo mortale. Il basilisco è riconoscibile grazie a una macchia bianca che ha in testa come un diadema che gli vale, peraltro, l'epiteto di "re dei serpenti".
Beda fu il primo ad attestare la leggenda di come il basilisco nascerebbe da un uovo deposto di tanto in tanto da un gallo anziano (altri autori hanno aggiunto di sette anni quando Sirio sia ascendente). L'uovo deve essere sferico e deve essere covato da un serpente o da un rospo sopra un nido di peli di Iuvi, processo, questo, che poteva impiegare fino a nove anni. Secondo l'enciclopedia di Rabano Mauro, sarebbe lungo mezzo piede e striato da macchie chiare. Alessandro Neckam fu il primo a riferire la teoria secondo la quale non era lo sguardo del basilisco a uccidere direttamente, ma la corruzione dell'aria che esso provocava (teoria sviluppata un secolo dopo da Pietro d'Abano).
Nel XII secolo Teofilo, nella raccolta di ricette artigiane che ha preso il suo nome, indicò un procedimento dettagliato per creare un basilisco, attraverso la copula di due galli rinchiusi in una cella sotterranea e tramite la cova di due rospi: la polvere del basilisco bruciato e macinato serviva a creare il cosiddetto aurus hyspanicus, ottenuto a partire dal rame. Nell'Europa dell'età medievale, la descrizione della creatura cominciò a inglobare caratteristiche proprie dei galli. Le sue caratteristiche lo collocano nella stessa famiglia della coccatrice.

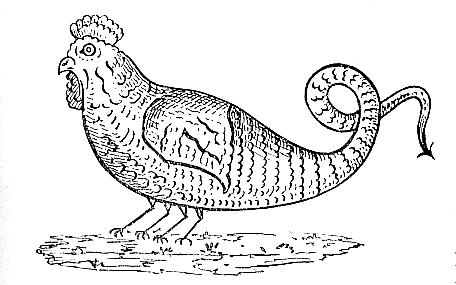
Il basilisco della Cronaca di Johannes Janssen di Aquisgrana (1748)

Nonostante la loro apparenza invincibile i basilischi hanno due nemici mortali: le donnole, che però muoiono sempre anche se riescono a ucciderlo, azzannandolo alla gola, e i galli, il cui canto gli è letale. Un basilisco può inoltre essere ucciso anche facendolo specchiare in modo che sia il suo stesso sguardo a ucciderlo. Con il passare del tempo, grazie al moltiplicarsi di storie, le sue capacità letali continuarono ad aumentare, comprendendo l'abilità di sputare fiamme e quella di uccidere solo con il suono della sua voce, oltre alle sue sempre crescenti dimensioni. Alcuni scrittori affermarono che la creatura poteva uccidere anche senza un tocco diretto, ma perfino toccando qualcosa che a sua volta toccava qualcuno, come una spada.

Corvo, cigno, basilisco, pellicano e fenice in una incisione del XVII secolo

Per quanto riguarda lo sguardo pestilenziale sulla vegetazione, potrebbe essere illuminante il confronto con le teorie della scuola salernitana del XII secolo: essi sostenevano che i rettili nascessero per "putrefazione" della materia causata dal calore esterno. Il periodo estivo della Canicola era infatti la stagione più propizia per i serpenti che allora uscivano in massa dalle tane sotterranee trascorrendo più tempo sulla superficie; il collegamento tra calura e serpenti presto diede origine a un ribaltamento delle cause, indicando i rettili come responsabili della corruzione dell'aria e dell'imputridimento delle acque che causavano epidemie malariche. Quindi esisteva un vero e proprio collegamento tra il re dei rettili, il periodo più caldo dell'anno e il seccare della vegetazione
Alberto Magno nel De animalibus scriveva di credere allo sguardo assassino del basilisco, ma negava che questi morisse se un uomo lo vedeva per primo e che un gallo potesse fare un uovo; interessante è come egli indichi queste credenze come frutto nei suoi contemporanei nell'autorità di Ermete Trismegisto, il quale avrebbe pure sostenuto come le ceneri di basilisco fossero state necessarie per trasformare l'argento in oro: un'attribuzione del tutto infondata ma che dimostra come già nel XIII secolo la figura del basilisco fosse associata a interpretazioni alchemiche.
Il “basilisco filosofico” come una folgore in un istante penetra e distrugge i “metalli imperfetti” ricorda Evola, associandolo alla folgore che ha abbattuto i Titani e aggiungendo che corrisponde al prana, la forza vitale della tradizione induista.

## Influenza culturale

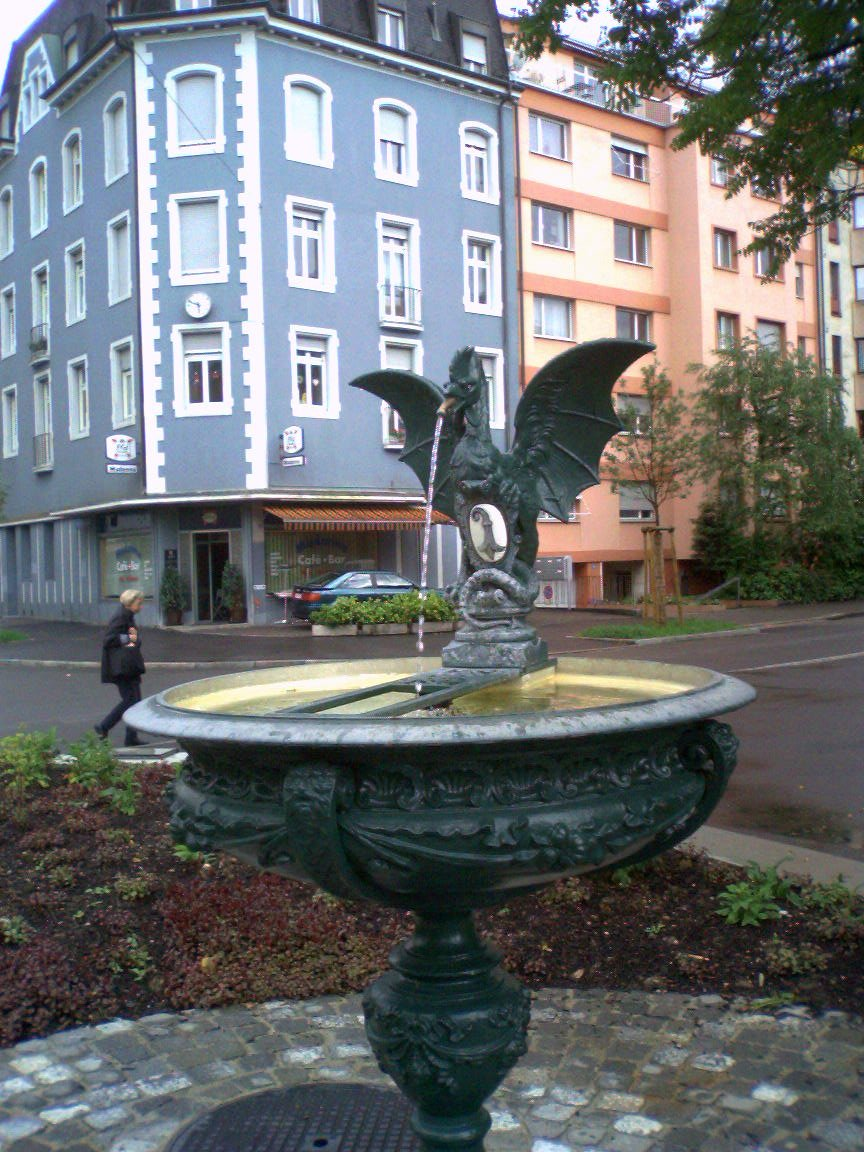
Una tipica fontana di Basilea rappresentante un basilisco

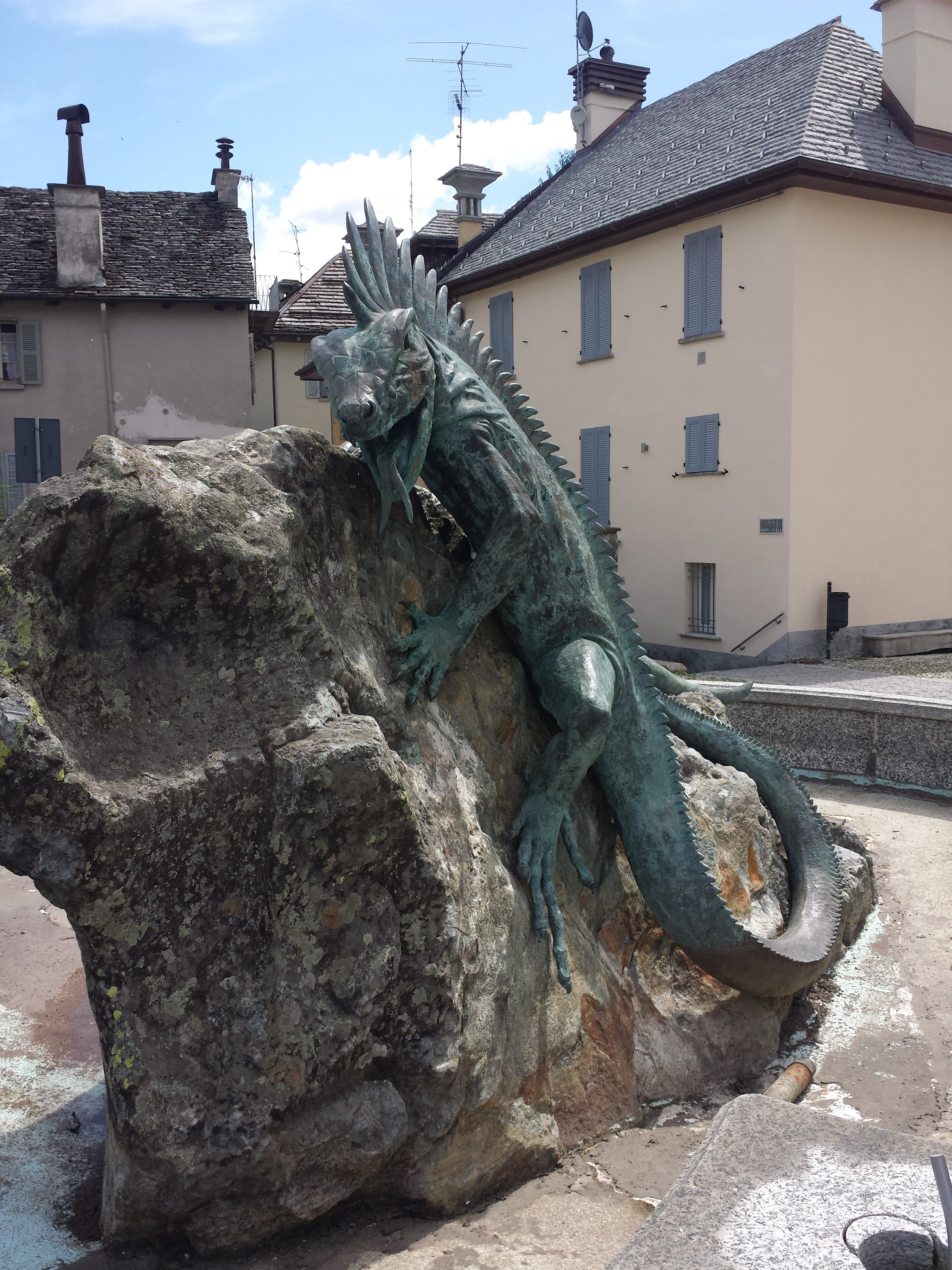
Fontana rappresentante un basilisco a Malesco nel Verbano-Cusio-Ossola

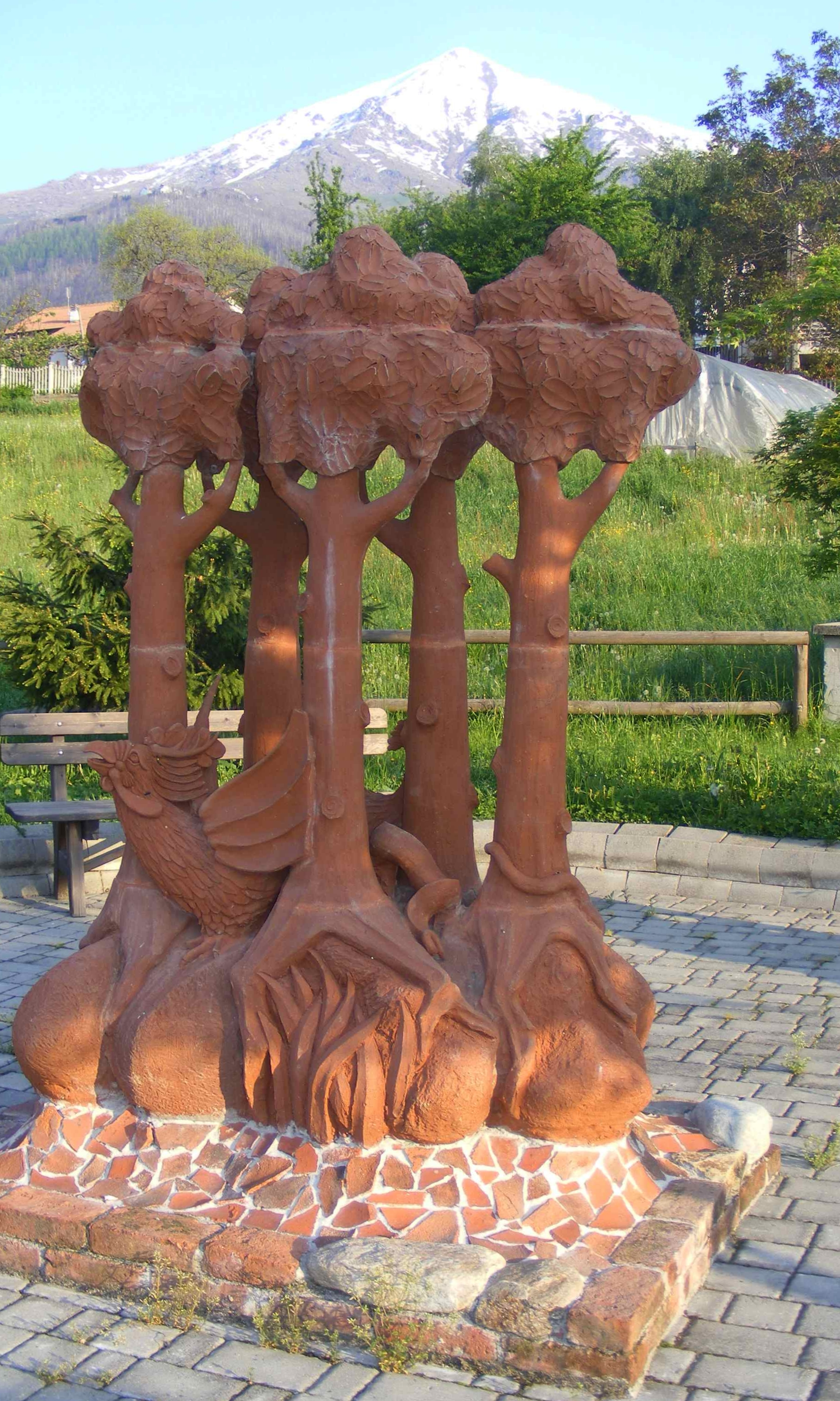
Monumento dedicato al basilisco a Cintano (TO)

La leggenda del basilisco ha goduto di continui richiami nel tempo.
È citato in un salmo biblico nella versione della Vulgata:
Geoffrey Chaucer parla di una basilicok nelle Canterbury Tales. Leonardo da Vinci incluse un basilisco nel suo bestiario, citando la sua malvagità di nascondersi in alto sui rami e di fissare le sue vittime mentre appassiscono al suo sguardo. Percy Bysshe Shelley ne L'ode a Napoli alluse a un basilisco. Anche Voltaire citò un basilisco nel capitolo XVI di Zadig.
Il basilisco è anche la creatura a guardia della città svizzera Basilea. In Italia centrale, tra la Toscana, l'Umbria e l'alto Lazio, è diffusa nelle campagne la tradizione del serpente regolo, anch'esso "piccolo re", serpente pernicioso e vendicativo, dalla testa grande come quella di un bambino, abitante fossi, campi, rovine e foreste.
 Nel Piemonte nord-orientale (Verbano, Cusio, Val d'Ossola), ma anche nel Canavese, il basilisco, localmente detto baselesc o re di biss, è una presenza abituale nelle leggende e nel folklore locale.

## Araldica
In araldica suoi attributi frequenti sono squamoso e allumato.
Il basilisco simboleggia potenza ed eternità della stirpe, in base alle credenze egizie che lo dipingevano di vita lunghissima, vista la sua capacità di uccidere gli altri animali con il fiato. A causa di ciò alcuni lo presero a simbolo di calunnia, colpa o contagio, ma queste sue caratteristiche mal si adattano alle necessità dell'araldica che impiega solo simboli positivi.
Il basilisco viene spesso accomunato a un'altra figura mitologica: il biscione, simbolo del casato dei Visconti e della città di Milano, delle cui origini non vi sono ancora dati certi.
Il basilisco è il simbolo di Sternatia, nel Salento, e di alcune città della Basilicata quali Lauria, Melfi, Teana e Venosa. Inoltre è simbolo della città campana di Aversa: infatti esso è perfetta sintesi culturale tra l'origine di oltralpe dei Normanni fondatori di Aversa e la tradizione osca locale che aveva eletto il basilisco, re dei serpenti, a emblema dell'eternità della stirpe degli Osci.
La città di Belluno ha due basilischi nell'araldica. Anche il comune di Peschiera Borromeo (Milano) ha un basilisco nello stemma comunale.

Stemma di Sankt Johann, Germania
Stemma di Melfi
Stemma di Aversa
Stemma di Sternatia
Stemma di Gagliano del Capo
Stemma di Lauria
Stemma di Teana
Stemma di Venosa